# Paul Grant Rogers

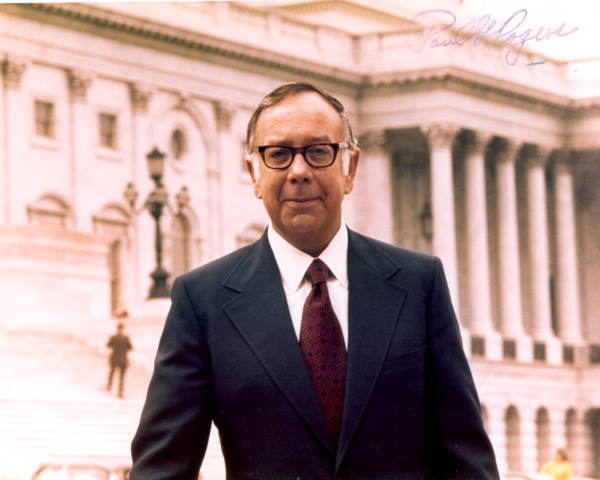
Paul Grant Rogers

Paul Grant Rogers (* 4. Juni 1921 in Ocilla, Georgia; † 13. Oktober 2008 in Washington, D.C.) war ein US-amerikanischer Politiker und vertrat den Bundesstaat Florida als Abgeordneter im US-Repräsentantenhaus.

## Werdegang
Paul Grant Rogers wurde am 4. Juni 1921 in Ocilla, Georgia geboren. Er besuchte die University of Florida und graduierte dort 1942 mit einem Bachelor of Arts. Als die Vereinigten Staaten in den Zweiten Weltkrieg eintraten, verpflichtete sich Rogers in der United States Army. Dort diente er dann von 1942 bis 1946. Nach dem Krieg besuchte er die George Washington University Law School, promovierte dort aber nicht. Er erhielt sein Juradiplom 1948 stattdessen an dem University of Florida College of Law (Levin College of Law). Anschließend eröffnete er eine eigene Praxis und begann dort zu arbeiten. Des Weiteren war er Vorstandsmitglied von Merck & Co. und Mutual Life Insurance Co. in New York.
Rogers wurde als Demokrat in einer außergewöhnlichen Wahl in den vierundachtzigsten Kongress gewählt, um das durch den Tod seines Vaters Dwight L. Rogers frei gewordene Abgeordnetenmandat wahrzunehmen. Anschließend wurde Rogers in elf nachfolgende Kongresse gewählt. Seine Amtszeit währte vom 4. Januar 1955 bis zum 3. Januar 1979. Danach entschloss er sich, für den sechsundneunzigsten Kongress nicht mehr zu kandidieren.
Während seiner Zeit im Repräsentantenhaus war er 1956 an der Verfassung des Southern Manifesto beteiligt, das sich gegen die Rassenintegration an öffentlichen Einrichtungen aussprach. Des Weiteren hatte er von 1971 bis 1979 einen Sitz im Unterausschuss für Gesundheit und Umwelt (Subcommittee on Health and the Environment). Man gab ihm sogar den Spitznamen “Mr. Health”. Er war ein Schlüsselabgeordneter hinter der Einführung des National Cancer Act von 1971, des Medical Device Amendments von 1976, des Health Maintenance Organization Act, des Emergency Medical Service Act, des Medicare-Medicaid Anti-Fraud and Abuse Amendments von 1977 und des Clean Air Act von 1970.
Rogers war Einwohner von West Palm Beach, Florida. Er war ein Partner des in Washington, D.C. beheimaten Büros von Hogan & Hartson. Des Weiteren war er auch aktiv in der National Osteoporosis Foundation, Friends of the National Library of Medicine und dem National Leadership Coalition on Health Care.
Er erhielt verschiedene Ehrungen, darunter
- 1975 die Ehrendoktorwürde der University of Florida[1]
- 1982 die National Academy of Science Public Welfare Medal,
- 1991 den National Healt Lawyers Association Health Policy Award,
- 1993 den Albert Lasker Award for Public Service,
- 1994 den American Pharmaceutical Association Hugo H. Schaefer Award, den AlliedSignal Achievement Award in Aging, den Distinguished Leadership Award von der University of Florida Health Sciences Center,
- 1995 den National Osteoporosis Foundation Leadership Award, National Cancer Institute “Year 2000” Award und den Research!America 2005 Edwin C. Whitehead Award for Medical Research Advocacy.[2]

Im Juni 2001 wurde durch einen Akt des Kongresses die Hauptplaza des National Institutes of Health zu seinen Ehren nach ihm benannt. Im Jahr 2006 hat die Organisation Research!America die Paul G. Rogers Society for Global Health Research errichtet, die Rogers Hingabe in der Gesundheitsvorsorgepolitik und -eintreten ehrt. Mark Foley sagte, dass er durch ein Treffen mit Rogers, das er im Alter von drei Jahren mit ihm gehabt hatte, angeregt wurden sei, in die Politik zu gehen.